# Корболіхинська сільська рада
Корболі́хинська сільська рада (рос. Корболихинский сельский совет) — сільське поселення у складі Третьяковського району Алтайського краю Росії.
Адміністративний центр — село Корболіха.

## Населення
Населення — 1160 осіб (2019; 1360 в 2010, 1664 у 2002).

## Склад
До складу сільської ради входять:
| Населений пункт  | Населення, осіб (2002) | Населення, осіб (2010) |
| ---------------- | ---------------------- | ---------------------- |
| Корболіха, село  | 1651                   | 1356                   |
| Чеканово, селище | 13                     | 4                      |